# Jedah Dohma
Jedah Dohma (ジェダ・ドーマ?) es un personaje en la saga de videojuegos de lucha Darkstalkers, propiedad de Capcom. Es un ser de tipo Mesías oscuro al estilo Muerte/Shinigami, pero sus acciones e ideologías son más parecidas a las de un Anticristo.
Apareció por primera vez en el videojuego Vampire Savior: The Lord of Vampire junto con los otros personajes recién llegados Lilith, Q-Bee y Baby Bonnie Hood, el cual tiene similitudes con La Parca/Grim Reaper y un shinigami. Inicialmente fue diseñado para ser Belial Jr., pero este concepto fue cambiado durante el desarrollo del videojuego. También apareció presente en los videojuegos crossover Capcom Fighting Jam (2004), Cross Edge (2008) y Marvel vs. Capcom: Infinite (2017).
Su voz está interpretada por el seiyū japonés Isshin Chiba. En los doblajes estadounidenses han trabajado los actores de doblaje Travis Willingham (Cross Edge) y David Kaye (Marvel vs. Capcom: Infinite).

## Historia
Jedah es uno de los Darkstalkers más poderosos, y se dice que es el Mesías de la leyenda. Tiene más de 6.000 años de edad y, sin embargo, es el más joven de tres altos nobles de Makai, pertenecientes al clan Dohma. 
Después de la muerte de Garunan, el más viejo de los altos nobles, perteneciente a la familia Bosital, Jedah tuvo un alto confidente llamado Ozom, quien se unió para alimentarse de almas. Sus técnicas eran de segunda clase, pero tenía una habilidad especial para controlar a otros, aconsejando a Jedah sobre el uso de la puerta de Makai. Así, Ozom rompió parte del sello para abrir más la puerta.
Cuando Ozom llegó a la puerta supo del enorme poder que yacía dentro ella, hasta tal punto que incluso Jedah se destruiría si lo absorbiese por completo. Viendo en esta realidad una buena oportunidad para conquistar el trono, Ozom fue con Jedah a la puerta y le dijo que debía destruir todos los sellos para poder extraer toda su energía. Jedah destruyó los sellos, quedando exhausto por exceso de poder (aunque antes de entrar en un estado de sueño latente, resistió una cantidad de poder superior a la que Ozom había previsto), significando el éxito del plan de Ozom. Mientras esto ocurría, Jedah huyó a las lejanías de Makai. 
Ozom tomó el poder restante de la puerta y lo almacenó en el castillo Dohma, convirtiéndose así en el nuevo amo de la familia Dohma y en el nuevo Emperador.
Cien años después, tras un largo sueño, Jedah fue resucitado en Makai. Tras ver la locura que se había apoderado del reino durante su letargo, en la que los nobles peleaban unos contra otros derramando sangre, Jedah sintió lástima por Ozom a pesar de su traición. Por eso, convencido de la miserable situación del mundo actual, decidió que debía destruirlo para crear uno nuevo ("Nadie puede salvar este mundo a excepción mía"),con seres creados por él y hecho para los Darkstalkers.
Desde entonces, Jedah solo tuvo en mente su completa resurrección y la desaparición de todas las almas, creando para ello el Majigen. Entre todo esto, se destacó por sus pinturas. Un lugar dominado por el poder absoluto de la oscuridad, y que contenía el camino entre las dos dimensiones. La intención de Jedah era ser el príncipe de la oscuridad, con el fin de nacer en el mundo real y así poder iniciar la destrucción del universo. No volvería a cometer el error de hace cien años con Belial Aensland, el rey demonio, pero para lograr sus objetivos necesitará la fuerza de varios Darkstalkers.

## Características
Tipo: Demonio/Mesías oscuro
Origen: Makai
Año de nacimiento: 4045 a. C.
Altura: 2,16 m
Peso: 74,3 kg (forma antropomórfica)
Velocidad: 4
Defensa: 8.3
Rec. 7
Jedah es un personaje diabólico y temible que destroza a sus adversario. La maldad de Jedah es incontenible y altamente inteligente. Sigue firmemente su ideal de cambiar el mundo, tras destruirlo previamente. La sangre o líquido infernal que sale de su cuerpo le permite desafiar las leyes físicas y tomar casi cualquier forma que desee.